# Émile Reymond
Pour les articles homonymes, voir Reymond.
Émile Reymond de son vrai nom Élie Henri Émile Reymond, né le 2 avril 1865 à Tarbes (Hautes-Pyrénées) et mort le 22 octobre 1914 à Toul (Meurthe-et-Moselle), est un médecin, homme politique et aviateur français.

## Biographie
Fils de Francisque Reymond, ancien député et sénateur, il fait ses études au Lycée Condorcet puis à Henri IV. Il suit des études de médecine, devenant docteur en 1895. Il est chirurgien à Sèvres, puis à Nanterre, où son service est l'un des plus importants de la région parisienne. 
Il effectue un vol à bord de l'aérostat L'Espace, avec Georges Bans, le 6 juin 1897. 
En 1903, il est conseiller d'arrondissement pour le canton de Boën, dans la Loire, et devient président du conseil d'arrondissement de Montbrison en 1905. En août 1905, il succède à son père, décédé, au Sénat. Il est réélu en 1906 et siège au groupe de la Gauche Républicaine. Il s'investit sur les questions de santé ainsi qu'à l'aviation. Il passe son brevet de pilote en 1910. Il est vice-président du groupe aviation au Sénat et devient, en 1912, président du comité national de l'aviation militaire. En 1914, il sert comme aviateur et est grièvement blessé le 21 octobre lors d'un vol d'observation à basse altitude. Il meurt le 22 octobre à l'hôpital de Toul.
Une stèle en hommage à Émile Reymond est inaugurée le 21 octobre 2019 à Flirey par Gérard Larcher, président du Sénat.

## Mandats et fonctions

### Mandat parlementaire
- 27 août 1905 -  22 octobre 1914 : Sénateur de la Loire (réélu le 7 janvier 1906)

### Mandats locaux
- 1893 - 1913 : Conseiller général du canton de Boën
- 1880 - 1889 : Président du Conseil général de la Loire

## Décorations

### Décorations officielles
- Chevalier de la Légion d'honneur
- Croix de guerre 1914-1918 (avec deux citations)

## Source
- « Émile Reymond », dans le Dictionnaire des parlementaires français (1889-1940), sous la direction de Jean Jolly, PUF, 1960 [détail de l’édition]